# Сидорчук Лариса Петрівна
Лариса Петрівна Сидорчук (англ. Larysa Sydorchuk, 13 квітня 1972, с. Іспас, Вижницький район, Чернівецька область) — українська лікарка та науковиця у галузі сімейної медицини, внутрішньої медицини, кардіології, медичної генетики, патологічної фізіології. Доктор медичних наук, професор, завідувачка кафедри сімейної медицини Буковинського державного медичного університету, президент ГО «Чернівецька обласна Асоціація сімейних лікарів», лікар вищої категорії.

## Життєпис
Випускниця Чернівецького медичного інституту 1995 року зі спеціальності «Лікувальна справа», у 1997 році захистила магістерську наукову кваліфікаційну роботу на тему «Вивчення вольового управління диханням у тренувальному процесі здорових і практично здорових осіб» з присвоєнням ступеня магістра медицини за спеціальністю «лікувальна фізкультура»; у 2001 році захистила кандидатську дисертацію на тему «Функціональні зміни вегетативного забезпечення систем організму при артеріальній гіпертензії в умовах гіперкапнічної гіпоксії, оцінка ефективності лікування» за спеціальністю «кардіологія». З 2001 року, з моменту створення кафедри сімейної медицини, працює на ній, пройшовши шлях від асистентки, доцентки, професорки до завідувачки. У 2003—2004 роках працювала лікаркою-консультанткою функціональної діагностики у міжнародній компанії PlanNet Contract Research GmbH (Mönchengladbach, North Rhine-Westphalia, Germany), у 2010 році захистила докторську дисертацію на тему: «Комплексне лікування хворих на артеріальну гіпертензію з урахуванням поліморфізму генів» за спеціальністю «кардіологія»; у 2011 році присуджено звання професорки. З 2014 року очолює кафедру сімейної медицини Буковинського державного медичного університету.

## Наукова діяльність
Наукові інтереси пов'язані з клінічно-патогенетичними особливостями розвитку патології внутрішніх органів людини з урахуванням молекулярно-генетичних, метаболічних, нейрогуморальних, біохімічних, імунологічних та мікробіологічних предикторів, удосконалення діагностики, прогнозування та профілактики захворювань, стратифікація чинників ризику.
Першою в БДМУ розробила напрям молекулярно-генетичних досліджень за патології внутрішніх органів та організувала наукову медичну школу, що об'єднує 5 докторів та біля 20 кандидатів наук. Вивчила вплив поліморфізму ряду генів на фенотипові прояви низки захворювань, запропонувала неординарні й нові підходи до ранньої діагностики, стратифікації груп ризику, які базуються на визначенні індивідуального генетичного поліморфізму. За наукові дослідження від міжнародних наукових організацій отримала понад два десятки грантів. Роботи наукової школи професора Сидорчук відзначені на міжнародному рівні: Best Clinical Research Award за кращу клінічну наукову роботу від Consortium for Southeastern Hypertension Control — 10th Jubilee National Scientific Session (COSEHC, США, 2003 р.) та Асоціації кардіологів України (2009 р), ІІ місце на Європейському конгресі кардіологів 2009 року (ESC, Барселона Іспанія, 2009 р.), увійшла до трійки кращих на ІХ Гастро-конференції (Берлін, ФРН, 2017).
Член ряду міжнародних наукових організацій і товариств (European Society of Cardiology, European Association for Cardiovascular Prevention (EACPR), Heart Failure Association (HFA), World Anti-Aging Academy of Medicine, European Association for Percutaneous Cardiovascular Interventions (EAPCI), American Society for Hypertension, European Association of Cardio-Vascular Imaging (EACVI).
Неодноразово проходила стажування за кордоном: Observership Programs in Public Health, Family Medicine, (Vienna Medical University, Austria, 2009, 2015); Salzburg Duke Medical Seminar on Family Medicine (Salzburg, Austria, 2003, 2015), USC (Columbia, USA, 2002, 2006).
За тематикою наукової школи захищено 5 докторських, понад 15 кандидатських дисертацій, заплановано більше десятка.
Загальна кількість публікацій наукового, науково-публіцистичного, дидактичного спрямування дослідниці понад 1100 (понад 900 — наукових), з-поміж них 49 патентів, 4 інформаційних листи, 6 нововведень; 13 монографій, 27 навчально-методичних посібників.
Наукові ідентифікатори Sydorchuk LP (станом на початок 2024 року):
- SCOPUS Author ID: 8428375700 ; h-index 11[7]
- Researcher ID (Web of Science): B-7382-2017; h-index 5
- ORCID: orcid.org/0000-0001-9279-9531[8]
- Google Scholar профіль: h-індекс 17, і10-index 40[9]

## Вибрані наукові праці
1. Сидорчук Л. П. Фармакогенетика артеріальної гіпертензії / Л. П. Сидорчук. — Чернівці: БДМУ, 2010. — 532 с.[10].
2. Sydorchuk LP, Amosova KM. Influence of pharmacogenetically determined treatment on parameters of peripheral hemodynamics in patients with arterial hypertension. The New Armenian Medical J 2011; 5 (2):35-43[11].
3. Sydorchuk, L.P.; Serdulets, Y.I.; Sydorchuk A.R, et al. The polymorphism of matrilin-3 (rs77245812) and interleukin-10 (rs1800872) genes in osteoarthritis patients with arterial hypertension, obesity and type 2 diabetes mellitus. Arch Balk Med Union 2017; 52:422-429[12].
4. Sydorchuk LP, Sokolenko AA, Sydorchuk AR, Kryklyvets LG, Biryuk IG, Fliundra IG, Sokolenko MA. Insulin resistance in patients with arterial hypertension and abdominal obesity depending on ACE and PPAR-γ2 genes polymorphism: A new opinion concerning an old problem. New Armenian Medical Journal 2015; 9:43-51[13].
5. Sydorchuk LP, Gaborets IY, Sydorchuk AR, Ursuliak YuV, Sokolenko AA, Ivashchuk S, Biryuk IG, Kostenko VV.Combined Effects of ACE (I/D) and eNOS (894T>G) Genes Polymorphism in Patients with Arterial Hypertension in the Realization of Molecular Mechanisms of Left Ventricular Hypertrophy. New Armenian Medical J 2013; 7:32-42[14].
6. Sydorchuk LP, Bukach O, Fediv O, et al. Cytokines cascade changes in patients with rheumatoid arthritis depending on endothelial no-synthase (T-786C) genes polymorphism.     Archives of the Balkan Medical Union 2017; 52(1):32-38[15].
7. Larysa Sydorchuk, Valentina Dzhuryak. Chronic kidney disease development in patients with arterial hypertension depending on clinical and laboratory predictors. Pathophysiology 2018;25(3):167 7. Chronic kidney disease development in patients with arterial hypertension depending on clinical and laboratory predictors. Pathophysiology 2018;25(3):167[16].
8. Larysa Sydorchuk, Boris Syrota. Etiopathogenic predictors and their role in the development of acute enterocolitis. ICP 2018 Pathophysiology. 2018; 25(3):227-228[17].
9. Yulia Yarynych, Larysa Sydorchuk. Genetic predictors of the non-alcoholic fatty liver disease development in patients with arterial hypertension and abdominal obesity. Pathophysiology. 2018; 25(3): 211—212[18].
10. Sheremet MI, Sydorchuk LP, Shidlovskyi VO, et al. The activity of proliferation and apoptosis of thyrocytes in the thyroid tissue of patients of nodular goiter with autoimmune thyroiditis considering the polymorphism of the BCL-2 (RS17759659), CTLA-4 (RS231775), APO-1/FAS (RS2234767) genes. Biointerface Research in Applied Chemistry. 2020; 10(2):5201-5208[19].
11. Dzhuryak V, Sydorchuk L, Sydorchuk A, Kamyshnyi O, et al. The cytochrome 11B2 aldosterone synthase gene CYP11B2 (RS1799998) polymorphism associates with chronic kidney disease in hypertensive patients. Biointerface Research in Applied Chemistry 2020; 10(3):5406-5411[20].

## Громадська діяльність
- Президент ГО «Чернівецька обласна асоціація сімейних лікарів»;
- Голова предметної методичної комісії з сімейної медицини Буковинського державного медичного університету;
- Член редакційної ради науково-практичних журналів: «Буковинський медичний вісник», «Серце і судини», «Pharma Innovation Journal», «Frontiers in Oncology», «Здобутки клінічної та експериментальної медицини», "Східноєвропейський журнал внутрішньої та сімейної медицини";
- Координатор українсько-швейцарського проекту «Розвиток медичної освіти в Україні» в БДМУ, за напрямком «медична освіта сімейних лікарів»[21];
- Керівник 2-х навчально-практичних центрів ПМСД БДМУ;
- Консультант Медичного консультативного центру Буковинського державного медичного університету та Helsi;
- Член Правління Української Асоціації сімейних лікарів;
- Член Міжнародної Асоціації викладачів сімейної медицини (EURACT).